# ام‌پی‌اس
ام‌پی‌اس (انگلیسی: Monolithic Power Systems) شرکت الکترونیک آمریکایی است، که در سال ۱۹۹۷ تأسیس شد.